# حاشورة باهتة
حاشورة باهتة (الاسم العلمي: Entomophthora pallida) هي نوع من الفطريات تتبع جنس الحاشورة من الفصيلة الحاشورية.